# Fenghuang Ling
Fenghuang Ling (chinesisch 鳳凰嶺 ‚Phönixgrat‘) ist ein kleiner Gebirgskamm auf Fisher Island vor der Ingrid-Christensen-Küste des ostantarktischen Prinzessin-Elisabeth-Lands. Er ragt auf der Halbinsel Shanyangwei Bandao im Westen der Insel auf.
Chinesische Wissenschaftler benannten ihn 1993 bei Vermessungsarbeiten.